# Onthophagus lutaticollis
Onthophagus lutaticollis là một loài bọ cánh cứng trong họ Bọ hung (Scarabaeidae).